# Уст-ордински бурјатски аутономни округ
Уст-ордински бурјатски аутономни округ или Уст-Орда Бурјатија (руски: Усть-Ордынский Бурятский автономный округ; бурјатски: Усть-Ордын Буряадай автономито тойрог) је бивши аутономни округ, субјекат Руске федерације. Постојао је од 1937. године до 1. јануара 2008. године, када је административно спојен са Иркутском облашћу. Данас је ово подручје административна јединица Иркутске области (види: Уст-ордински бурјатски округ). Уст-Орда Бурјатија је имала површину од 22.138,1  и 135.327 становника (2002).

## Историја
На референдуму одржаном 16. априла 2006, већина становништва Иркутске области и аутономног округа Уст-Орда Бурјатија је донела одлуку о уједињењу ова два региона. Према извештајима регионалних комисија, 68,98% становништва Иркутске области и 99,51% становништва Уст-Орда Бурјатије је учествовало на изборима, чинећи један од најбоље спроведених плебисцита по питању излазности. За уједињење је било 89,77% гласача Иркутске области, док је постотак становништва који је гласао за уједињење у Уст-Орда Бурјатији био још већи, чак 97,79%.